# Museo del Ejército (España)

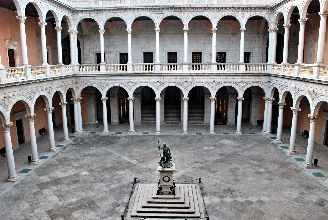
Patio de Carlos V

El Museo del Ejército de España, con sede en el Alcázar de Toledo, es el resultado de la fusión de diversos museos militares creados a lo largo del siglo XIX y principios del XX. Su núcleo fundacional está constituido por el de Artillería e Ingenieros.
Conforme a lo dispuesto en el Real Decreto 1305/2009, de 31 de julio, por el que se crea la Red de Museos de España, el museo del Ejército es uno de los museos nacionales de titularidad y gestión estatal, adscrito al Ministerio de Defensa.

## Historia
En 1803, a instancias de Godoy, se crea en Madrid el Real Museo Militar, antecedente más remoto del Museo del Ejército actual. Se trata de uno de los museos españoles más antiguos y responde al interés existente en la Europa de la época por la conservación y difusión de los objetos relacionados con la historia militar. En ese momento, sus colecciones respondían a claros objetivos didácticos, siendo uno de sus principales el apoyo para la formación de los soldados, proporcionando una enseñanza complementaria a las Academias Militares.
En 1827, se produce la división del Real Museo Militar en dos secciones: el Museo de Artillería y el Museo de Ingenieros, con organización y funcionamiento propios. Se traslada en 1841 el de Artillería al palacio del Buen Retiro y abre al público en octubre con expandidos fondos, incluyendo el estandarte imperial de Túnez, la bandera de Hernán Cortés y la espada de Aliatar.  En el último tercio del siglo XIX, se inicia una etapa de creación de nuevos museos militares. Surgen así el Museo de Intendencia (1885), el Museo de Caballería (1889) y el Museo de Infantería (1908), que junto con los ya citados de Artillería e Ingenieros mantendrán una vida independiente.
En 1929, se plantea ya la idea de organizar un nuevo museo reuniendo todos los museos militares existentes, aunque nunca llegó a materializarse. Habrá que esperar a la II República, cuando se crea el Museo Histórico Militar en 1932, incluyendo secciones para las cuatro armas y los cuerpos de Intendencia y Sanidad Militar. Tras la guerra civil española, el Museo adquirió la estructura y organización que se mantuvo vigente en el Salón de Reinos hasta su reciente traslado.
Actualmente, y desde el 19 de julio de 2010, el Museo del Ejército tiene su sede en el Alcázar de Toledo, lo que ha implicado no solo un cambio geográfico, sino la reestructuración del concepto expositivo y el planteamiento museográfico. Orgánicamente depende del Instituto de Historia y Cultura Militar del Ejército de Tierra.